# Helen Gaige
Helen Gaige (Bad Axe, 24 novembre 1890 – Gainesville, 24 ottobre 1976) è stata una zoologa statunitense.
È stata curatrice per i rettili e gli anfibi del Museo di zoologia dell'Università del Michigan e specialista in rane neotropicali.

## Biografia
Gaige studia presso l'Università del Michigan con Frank Nelson Blanchard, sotto la presidenza del professor Alexander Grant Ruthven. Dal 1910 al 1923 è stata curatrice dei rettili e degli anfibi per il Museo di Zoologia dell'Università del Michigan. Nel 1923 diventata curatrice di anfibi. Nel 1928 è co-autrice di The Herpetology of Michigan con Ruthven. Nel 1937 è diventata redattore capo del periodico ittiologo ed erpetologico Copeia e ha scritto ampiamente sugli anfibi e i rettili dell'America centrale. La sua ricerca riguardava soprattutto la distribuzione geografica, gli habitat e le storie di vita degli anfibi. Ha anche contribuito all'organizzazione dell'American Society of Ichthyologists and Herpetologists, di cui è stata nominata presidente onorario nel 1946. Diverse specie di rettili portano il suo nome, tra cui lo scinco Plestiodon multivirgatus gaigeae e la tartaruga aquatica Trachemys gaigeae. Di quest'ultima raccolse il primo esemplare in un viaggio nella regione del Big Bend del Texas nel 1928.
Era sposata con l'entomologo Frederick McMahon Gaige . In onore della coppia, la Società Americana di Ittiologia ed Erpetologia presenta il suo annuale Gaige Fund Award, una sovvenzione monetaria per aiutare uno studente di laurea nel campo dell'erpetologia.